# قطعنامه ۶۶۶ شورای امنیت
قطعنامه ۶۶۶ شورای امنیت سازمان ملل متحد که در تاریخ ۱۳ سپتامبر ۱۹۹۰ تصویب شد، سندی بین‌المللی دربارهٔ عراق-کویت است. این قطعنامه طی نشست ۲۹۳۹ام با ۱۳ رای موافق، ۲ مخالف و ۰ ممتنع تصویب شد.